# Ernest Pascal
Pour les articles homonymes, voir Pascal.
Ernest Pascal, né le 27 août 1828 à Narbonne (Aude) et mort le 29 mars 1888 à Paris, est un  préfet et homme politique français. Il est l'oncle d'Henri de Toulouse-Lautrec.

## Biographie
Fils d'un préfet de Louis-Philippe, il est avocat puis journaliste à Toulouse. Au lendemain de la guerre de 1870, il entre en politique.
Il devient, grâce au bons auspices d'Ernest Picard, préfet de la Loire-Inférieure en 1871 puis, est nommé préfet du Rhône en 1872.
Nommé conseiller d’État la même année, il devient Sous-secrétaire d'État à l'Intérieur du 9 avril 1873 au 18 mai 1873 dans le Gouvernement Jules Dufaure (1) puis, occupe le même poste du 25 mai 1873 au 10 juin 1873 dans le Gouvernement Albert de Broglie (1). La révélation à l'assemblée par Léon Gambetta d'une circulaire confidentielle aux préfets, concernant les journaux de province et leur situation financière et la possibilité pour le gouvernement de les subventionner, dont il est l'auteur, provoque sa démission.
Il devient, quelque temps après, préfet de la Gironde de 1873 à 1876. Ses tendances impérialiste le rende suspect et il est révoqué de ce poste par le ministre de l'Intérieur Amable Ricard.
Il se lance alors de nouveau dans le journalisme. Il tenta par deux fois sa candidature à la députation de Gironde, sans succès.
À la suite de mauvaises affaires financières en Tunisie, il se suicide le 29 mars 1888. Il est enterré à Narbonne le 5 avril 1888.
Il était l'ami du prince Jérôme Napoléon et était en relation, au moment de son suicide, avec l'ancienne maîtresse de celui-ci, Charlotte de Carbonnel de Canisy.
Quatre ans plus tard, en 1892, la famille Pascal était complètement ruinée et fut contrainte de vendre leur château de Respide pour éponger d'énormes dettes.
Il fut l’oncle par alliance de Toulouse-Lautrec, car son épouse Cécile Bourlet de Saint-Aubin, était la cousine germaine d’Adèle Tapié de Céleyran, la mère d’Henri de Toulouse-Lautrec. Ernest et Cécile Pascal eurent trois fils, Paul, Joseph et Louis, ce dernier étant le plus proche cousin d’Henri car nés tous les deux en 1864.